# Shadow DN3
Der Shadow DN3 ist ein Formel-1-Rennwagen, den Tony Southgate für das anglo-amerikanische Team Shadow Racing Cars entwickelte.
Die Chassis kamen ab dem Beginn der Saison 1974 bis Anfang der Saison 1975 (dort mit minimalen Änderungen als DN3B) im Werksteam und letztmals in der Saison 1976 bei einem Kundenteam zum Einsatz. Alle Fahrzeuge wurden von einem Cosworth-DFV-Motor angetrieben.

## Geschichte

### Hintergrund
Shadow-Eigentümer Don Nichols trat mit seinem Team zur Saison 1973 in die Formel 1 ein. Mit Tony Southgate als Chefdesigner und Alan Reese als Teamchef konnte Spitzenpersonal für die Schlüsselpositionen im Team gewonnen werden. Der von Southgate konstruierte Shadow DN1 hatte Potential, litt aber unter Zuverlässigkeitsproblemen und noch nicht ausreichender Entwicklung. Nichols engagierte für die Formel-1-Saison 1974 zwei neue Fahrer: Der US-Amerikaner Peter Revson ersetzte George Follmer. Revson hatte 1973 für McLaren Racing die Großen Preise von Großbritannien und Kanada gewonnen und bereits vorher im US-amerikanischen Motorsport einige Erfolge erzielt. Den zweiten Fahrerplatz erhielt der Franzose Jean-Pierre Jarier, der 1971 in der Formel 1 debütiert hatte und Jackie Oliver ersetzte, der sich ab 1974 in Nordamerika in der Can-Am und Formel 5000 für Shadow engagierte. Southgate entwickelte den DN1 zum DN3 weiter.

### Shadow DN3 (1974)
Den ersten Renneinsatz hatte der DN3 beim Saisonstart in Argentinien. Revson qualifizierte sich für den vierten Startplatz, 0,5 Sekunden hinter Ronnie Peterson im Lotus 72, der die schnellste Rundenzeit erzielte. Da nur ein Chassis zeitgerecht fertig wurde, wurde für Jarier ein DN1 aus dem Vorjahr gemeldet. Er konnte sich nur für den 16. Platz qualifizieren und war über zwei Sekunden langsamer als sein Teamkollege. Das Rennen endete für Shadow mit einem Fiasko: Revson drehte sich nach mehreren Berührungen mit anderen Fahrzeugen und kollidierte anschließend mit Jarier, der nicht ausweichen konnte. Aufgrund der dabei erlittenen Schäden an ihren Fahrzeugen mussten beide Shadow-Fahrer das Rennen bereits in der ersten Runde beenden. Auch beim zweiten Saisonrennen, dem Großen Preis von Brasilien, fielen beide Fahrer aus. Ab dem Großen Preis von Südafrika stand auch für Jarier ein DN3 zur Verfügung. Während Testfahrten vor diesem Grand-Prix-Wochenende verunglückte Revson auf dem Kyalami Grand Prix Circuit tödlich, als er nach einem Aufhängungsbruch mit hoher Geschwindigkeit von der Strecke abkam. Als Folge trat Shadow nicht zum Rennen an.
Ab dem nachfolgenden Großen Preis von Spanien wurde zunächst Brian Redman als neuer Teamkollege von Jarier verpflichtet, der das Rennen als Siebter beendete. Redman bestritt auch den Großen Preis von Monaco, wo Jarier mit seinem ersten Karrierepodium – er beendete das Rennen als Dritter – die ersten Punkte für den DN3 erzielte. Danach verließ Redman das Team wieder. Für den Großen Preis von Schweden kaufte sich Bertil Roos mit den Geldern einigen lokaler Sponsoren bei Shadow ein. Er qualifizierte sich für seinen ersten und einzigen Grand-Prix-Start, blieb im Rennen aber schon nach zwei Runden mit einem Getriebeschaden liegen. Jarier erzielte als Fünfter in Schweden erneut Punkte. Ab dem folgenden Großen Preis der Niederlande wurde das aufstrebende Talent Tom Pryce als sein Teamkollege verpflichtet, der bis zu seinem Tod im März 1977 bei Shadow blieb und mit einem sechsten Platz beim Großen Preis von Großbritannien die dritte und letzte Punkteplatzierung in diesem Jahr für Shadow herausfuhr. 
Am Saisonende belegte Shadow mit sieben Punkten den achten Platz in der Konstrukteurswertung. Davon entfielen ein Punkt auf Pryce und sechs Punkte auf Jarier. Revson, Roos und Redman blieben punktelos.

### Shadow DN3B (1975–1976)
Zu den Eröffnungsrennen der Formel-1-Saison 1975 in Argentinien und Brasilien konnte nur eines der Nachfolgefahrzeuge Shadow DN5 rechtzeitig fertiggestellt werden. Dieses bekam Jarier, während Tom Pryce mit einem minimal überarbeiteten und als DN3B bezeichneten Vorjahreswagen antrat. Der DN5 war in der ersten Saisonhälfte eines der schnellsten Fahrzeuge, weswegen Pryce keine Erfolge erzielte und leistungstechnisch deutlich hinter Jarier lag, der zweimal von der Pole-Position startete und durch technische Defekte zwei sichere Siege verlor. Ab dem Großen Preis von Südafrika stand auch für Pryce ein DN5 zur Verfügung, weswegen die DN3 bzw. DN3B im Werksteam zu keinem weiteren Renneinsatz mehr kamen.
Zum Großen Preis von Großbritannien der Formel-1-Saison 1976 erschien letztmals ein DN3 auf einer Rennstrecke. Das Team P.R. Reilly meldete Mike Wilds als Fahrer. Sein Versuch der Qualifikation scheiterte aber deutlich, dementsprechend wurde er am Saisonende nicht gewertet.

## Technik

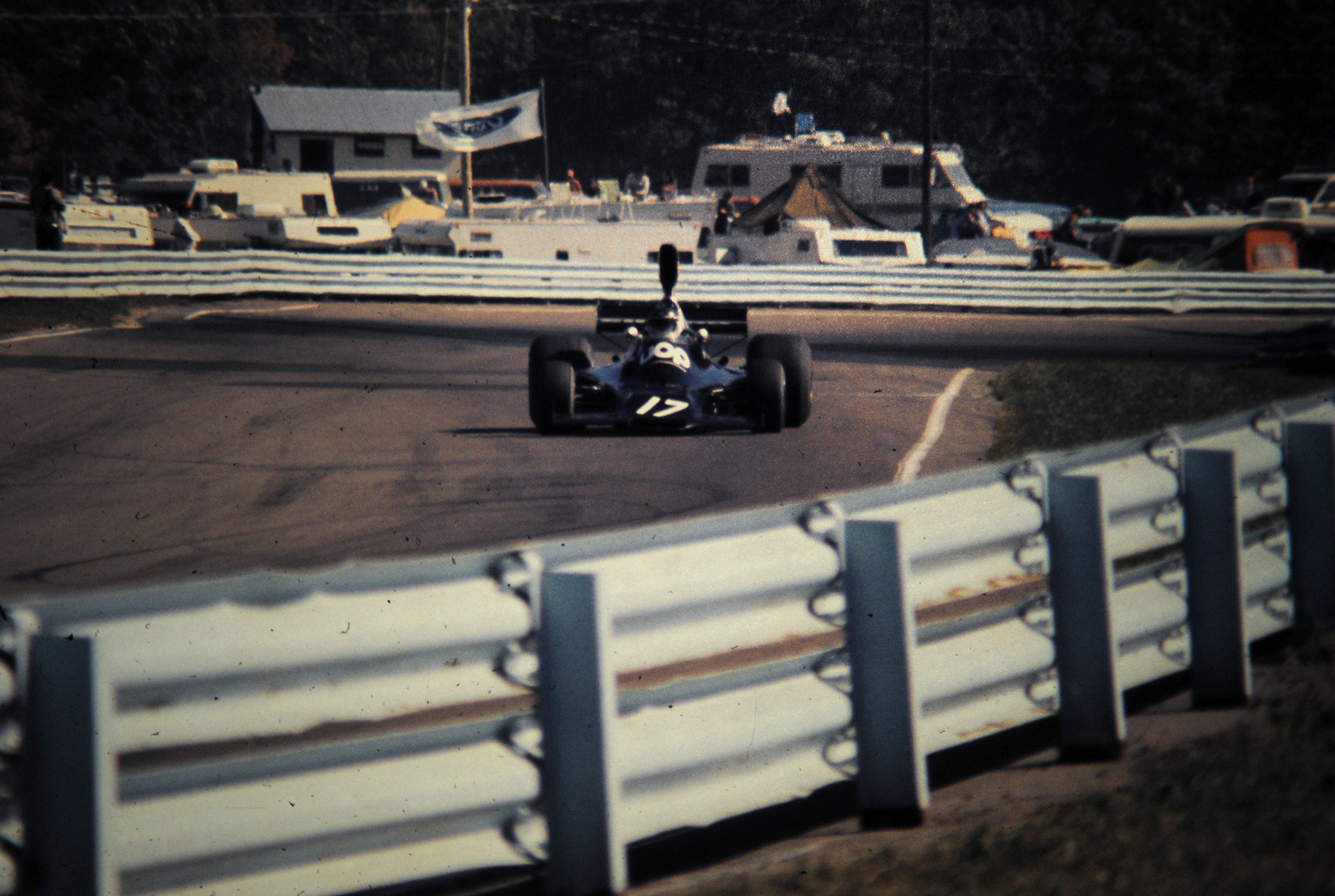
Jarier im DN3, Watkins Glen, 1974

Der Shadow DN3 wurde als Nachfolger des Shadow DN1 entwickelt. Chefdesigner Southgate übernahm als Basis das Grundmuster des DN1, führte aber einige maßgebliche Änderungen durch. Hauptziel war es, die Vibrationsprobleme des DN1 zu lösen, die als Ursache für die Unzuverlässigkeit des Vorgängerchassis angesehen wurden. Die Lufthutze über dem Fahrer wurde verschlankt sowie die Ansaugöffnung selbst vergrößert. Weiter wurde die Frontpartie aerodynamisch günstiger ummodelliert, die Heckflügelhalterung verstärkt und die Cockpitverkleidung verändert. Zudem vergrößerten sich Radstand und Spurweite. Durch diese Änderungen verbesserte sich die Steifigkeit des Chassis und damit die allgemeine Zuverlässigkeit. Während der Saison 1974 wurden noch weitere Änderungen an der Aufhängung und an den Bremsen vorgenommen. Die genaue Zahl der im Shadow-Werk in Northampton aufgebauten Chassis ist unbekannt, die Existenz von mindestens sechs DN3 gilt aber als nachgewiesen.
Für die Motorisierung kam bei allen Chassis ein Cosworth-DFV-Motor zum Einsatz, dessen Entwicklung Ende der 1960er-Jahre von Ford finanziert worden war. Daher wurde das Aggregat teilweise auch unter der Herstellerbezeichnung Ford-Cosworth bzw. nur Ford gemeldet. Die Getriebe wurden von Hewland bezogen. Diese Kombination aus Motor und Getriebe war zu dieser Zeit weit verbreitet und galt als effektivste Lösung für den Aufbau des Antriebsstrangs aus Zuliefererteilen.

## Lackierung und Sponsoring
Zwischen 1974 und 1975 trat das Werksteam Shadow Racing Cars sowie 1976 einmalig ein Kundenteam mit DN3- bzw. DN3B-Chassis an:
- 1974 erschienen die Fahrzeuge im für Shadow typischen Tiefschwarz. Kontraste bildeten die in Weiß gehaltenen Logos des Hauptsponsors UOP sowie eine große Flagge der USA auf der Lufthutze.
- 1975 wurde die tiefschwarze Grundlackierung der Vorjahre mit weißen Kontrasten und US-Flagge weitergeführt, nun aber durch zusätzlichen Akzenten in verschiedenen Gelb- und Orangetönen auf der Fahrzeugseite, dem Frontflügel und der Fahrzeugnase ergänzt.
- 1976 erschien der private DN3B von Mike Wilds bei der einmaligen Meldung zum Großen Preis von Großbritannien stattdessen in einem hellen Rotton mit weißen Akzenten.

## Ergebnisse
| Fahrer               | Nr.                  | 1   | 2   | 3  | 4   | 5   | 6   | 7   | 8   | 9   | 10  | 11 | 12 | 13  | 14  | 15 | 16 | Punkte | Rang |
| -------------------- | -------------------- | --- | --- | -- | --- | --- | --- | --- | --- | --- | --- | -- | -- | --- | --- | -- | -- | ------ | ---- |
| Formel-1-Saison 1974 | Formel-1-Saison 1974 |     |     |    |     |     |     |     |     |     |     |    |    |     |     |    |    | 7      | 8.   |
| Peter Revson         | 16                   | DNF | DNF |    |     |     |     |     |     |     |     |    |    |     |     |    |    | 7      | 8.   |
| Brian Redman         | 16                   |     |     |    | 7   | 18* | DNF |     |     |     |     |    |    |     |     |    |    | 7      | 8.   |
| Bertil Roos          | 16                   |     |     |    |     |     |     | DNF |     |     |     |    |    |     |     |    |    | 7      | 8.   |
| Tom Pryce            | 16                   |     |     |    |     |     |     |     |     |     |     |    |    |     |     |    |    | 7      | 8.   |
| Jean-Pierre Jarier   | 17                   |     |     | WD | DNF | 13  | 3   | 5   | DNF | 12  | DNF | 8  | 8  | DNF | DNF | 10 |    | 7      | 8.   |
| Formel-1-Saison 1975 | Formel-1-Saison 1975 |     |     |    |     |     |     |     |     |     |     |    |    |     |     |    |    | 8      | 10.  |
| Tom Pryce            | 16                   | 12  | DNF |    |     |     |     |     |     |     |     |    |    |     |     |    |    | 8      | 10.  |
| Formel-1-Saison 1976 | Formel-1-Saison 1976 |     |     |    |     |     |     |     |     |     |     |    |    |     |     |    |    | –      | NC   |
| Mike Wilds           | 40                   |     |     |    |     |     |     |     |     | DNQ |     |    |    |     |     |    |    | –      | NC   |

| Legende  | Legende            | Legende                                                          |
| Farbe    | Abkürzung          | Bedeutung                                                        |
| -------- | ------------------ | ---------------------------------------------------------------- |
| Gold     | –                  | Sieg                                                             |
| Silber   | –                  | 2. Platz                                                         |
| Bronze   | –                  | 3. Platz                                                         |
| Grün     | –                  | Platzierung in den Punkten                                       |
| Blau     | –                  | Klassifiziert außerhalb der Punkteränge                          |
| Violett  | DNF                | Rennen nicht beendet (did not finish)                            |
| Violett  | NC                 | nicht klassifiziert (not classified)                             |
| Rot      | DNQ                | nicht qualifiziert (did not qualify)                             |
| Rot      | DNPQ               | in Vorqualifikation gescheitert (did not pre-qualify)            |
| Schwarz  | DSQ                | disqualifiziert (disqualified)                                   |
| Weiß     | DNS                | nicht am Start (did not start)                                   |
| Weiß     | WD                 | zurückgezogen (withdrawn)                                        |
| Hellblau | PO                 | nur am Training teilgenommen (practiced only)                    |
| Hellblau | TD                 | Freitags-Testfahrer (test driver)                                |
| ohne     | DNP                | nicht am Training teilgenommen (did not practice)                |
| ohne     | INJ                | verletzt oder krank (injured)                                    |
| ohne     | EX                 | ausgeschlossen (excluded)                                        |
| ohne     | DNA                | nicht erschienen (did not arrive)                                |
| ohne     | C                  | Rennen abgesagt (cancelled)                                      |
| ohne     | keine WM-Teilnahme |                                                                  |
| sonstige | P/fett             | Pole-Position                                                    |
| sonstige | 1/2/3/4/5/6/7/8    | Punktplatzierung im Sprint-/Qualifikationsrennen                 |
| sonstige | SR/kursiv          | Schnellste Rennrunde                                             |
| sonstige | *                  | nicht im Ziel, aufgrund der zurückgelegten Distanz aber gewertet |
| sonstige | ()                 | Streichresultate                                                 |
| sonstige | unterstrichen      | Führender in der Gesamtwertung                                   |

## Technische Daten
| Kenngrößen                | Shadow DN3, 1974                                                                                    |
| ------------------------- | --------------------------------------------------------------------------------------------------- |
| Motor                     | Ford-Cosworth DFV V8-Motor, Mittelmotor (längs hinter dem Fahrer)                                   |
| Hubraum (Bohrung × Hub)   | 2993 cm³ (85,7 × 64,8 mm)                                                                           |
| Verdichtung               | 11,0 : 1                                                                                            |
| Leistung                  | 465 PS (ca. 347 kW) bei 10.500/min                                                                  |
| Ventilsteuerung           | 2 obenliegende Nockenwellen je Zylinderbank (DOHC)                                                  |
| Gemischaufbereitung       | Lucas-Saugrohreinspritzung                                                                          |
| Kraftübertragung          | 5-Gang-Getriebe, Hewland FL 200, Hinterradantrieb                                                   |
| Karosserie                | Aluminiummonocoque, Antriebsgruppe tragend                                                          |
| Radaufhängung vorn        | doppelte Querlenker mit Stabilisator, Schraubenfedern und Stoßdämpfer                               |
| Radaufhängung hinten      | doppelte Querlenker mit Stabilisator, Schraubenfedern, Stoßdämpfern und je einem oberen Längslenker |
| Lenkung                   | Zahnstangenlenkung, zweiteilige Lenksäule                                                           |
| Bremse                    | Scheibenbremse                                                                                      |
| Leergewicht (ohne Fahrer) | ca. 580 kg                                                                                          |